# حزب المحافظين (نيكاراغوا)
حزب محافظي نيكاراغوا هوحزب سياسي في نيكاراغوا. تأسس الحزب في عام 1992 بواسطة دمج الحزب الاجتماعى المحافظي, الحزب الديمقراطى المحافظي مع حزب محافظي العمل. في الانتخابات البرلمانية لعام 2001 حصل الحزب.9933 صوت (2.1%, مقعد واحد). في الانتخابات الرئاسية لعام 2001 حصل مرشح الحزب، Alberto Saborío.7925 صوت (1.4%).